# Syzygiella spegazziniana
Syzygiella spegazziniana là một loài rêu tản trong họ Jungermanniaceae. Loài này được (Spruce ex C. Massal.) Feldberg, Kathrin, Váňa, Hentschel & J. Heinrichs miêu tả khoa học lần đầu tiên năm.